# Jutta Kleinschmidt
Jutta Kleinschmidt   (Colònia, 29 d'agost de 1962) és una periodista i pilot de ral·lis alemanya, coneguda per ser la primera dona a guanyar el Ral·li Dakar, l'any 2001.

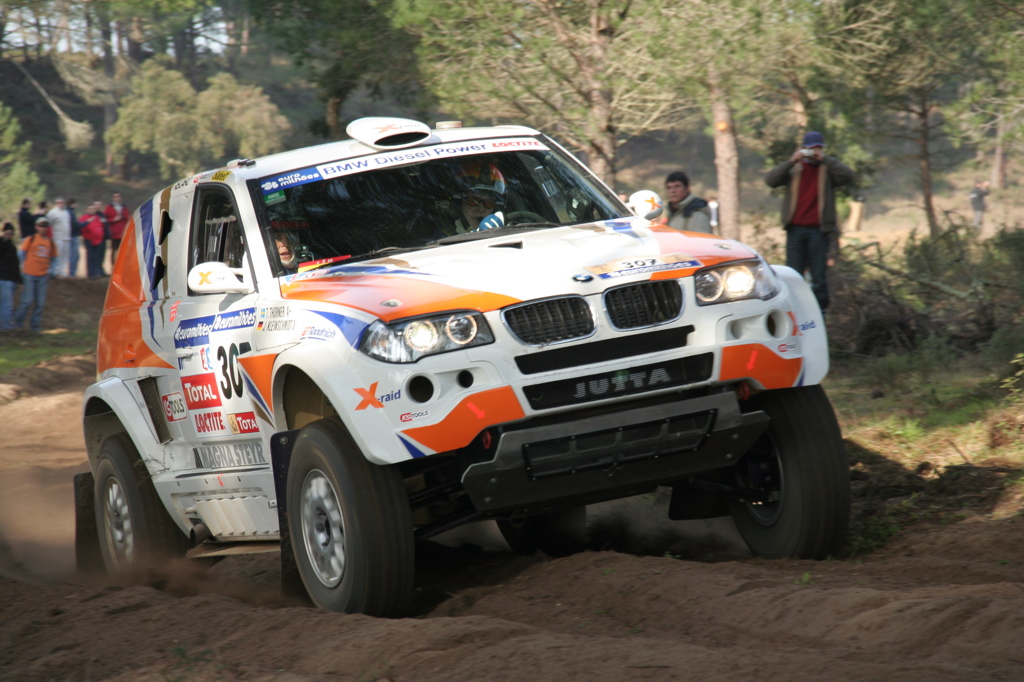
Jutta Kleinschmidt durant el Ral·li Dakar de 2007 pilotant un BMW X3

Va estudiar física i enginyeria fins a 1986, realitzant la tesi en BMW. Des de 1987 fins a 1992, va treballar per a aquesta mateixa empresa, en el departament de disseny de vehicles. Des de 1993, compagina els treballs de pilot i instructora. El 2013 va ser nomenada FIM Legend.